# Guderhandviertel
Guderhandviertel è un comune di 1.210 abitanti della Bassa Sassonia, in Germania.
Appartiene al circondario (Landkreis) di Stade (targa STD) ed è parte della comunità amministrativa (Samtgemeinde) di Lühe.